# تريستان فراي
تريستان فراي (بالإنجليزية: Tristan Fry)‏ هو طبال بريطاني، ولد في 26 أكتوبر 1941 في لندن في المملكة المتحدة.

## وصلات خارجية
- تريستان فراي على موقع ميوزك برينز (الإنجليزية)
- تريستان فراي على موقع أول ميوزيك (الإنجليزية)
- تريستان فراي على موقع ديسكوغز (الإنجليزية)